# Dario Fo
Dario Fo [ˈdaːrjo ˈfɔ] (ur. 24 marca 1926 w Sangiano, zm. 13 października 2016 w Mediolanie) – włoski satyryk, autor sztuk teatralnych, reżyser teatralny oraz kompozytor. Przewodnim tematem jego dzieł są idee komunizmu i anarchizmu. Dario Fo otrzymał w roku 1997 Nagrodę Nobla w dziedzinie literatury. Jego sztuka nawiązuje do komedii dell’arte. Wiele prac Dario Fo stworzył razem ze swoją żoną Francą Rame.

## Życiorys

### Dzieciństwo i II wojna światowa
Dario Fo urodził się 24 marca 1926 roku w San Giano pod Varese. Jego ojciec był kierownikiem stacji kolejowej. Amatorsko zajmował się aktorstwem. Był też członkiem partii socjalistycznej. Jako dziecko cały czas się przeprowadzał, bo jego ojciec często musiał zmieniać stacje, na których pracował. Dario Fo uczył się opowiadania historii od swojego dziadka (po stronie matki) oraz lombardzkich rybaków.
W roku 1940 Fo przeniósł się do Mediolanu, aby studiować w Akademii Sztuk Pięknych „Brera”. W roku 1943 wstąpił do oddziałów spadochronowych Włoskiej Republiki Socjalnej utworzonej pod kuratelą Niemców na północy Włoch przez Benita Mussoliniego.

### Pierwsze kroki w teatrze
Po wojnie Fo powrócił do Mediolanu, aby studiować architekturę. Zaangażował się w ruch piccoli teatri (małych teatrów), w których zaczął prezentować swoje monologi. W roku 1950 rozpoczął pracę w firmie teatralnej należącej do Franca Parenti i porzucił poprzednie zajęcie, asystenta architekta.
W roku 1951 Dario Fo spotkał Frankę Rame, która stała się towarzyszką jego życia i twórczości. Jej rodzina od pokoleń zajmowała się teatrem. Wielu jej członków pracowało przy Sette giorni a Milano. Dario częściowo zaangażował się w to przedsięwzięcie. W tym samym roku Dario wystąpił w sztuce radiowej Cocorico w stacji RAI, włoskim nadawcy publicznym. Dario wykonał 18 monologów, w których połączył historie biblijne z satyrą polityczną. Cenzura kościelna usunęła jego program z anteny.
W roku 1953 Dario Fo wyreżyserował sztukę Il dito nell’occhio (Palec w oko). Po kilku przedstawieniach jego trupa została wyrzucona przez kościelnych dygnitarzy z ich teatru i uniemożliwiono im zorganizowanie nowego miejsca do przedstawiania swojej sztuki. Publiczności przedstawienia bardzo się podobały.

### Dwie miłości jego życia
Dario Fo i Franca Rame wzięli ślub 24 czerwca 1954 roku. Fo kontynuował swoją pracę w Teatrze Piccolo, jednak wiele swoich przedstawień sam ocenzurował.
W roku 1955 Fo i Rame zaangażowali się w produkcję filmu w Rzymie. Fo współtworzył kilka scenariuszy filmowych między innymi do filmu Dino De Laurentiisa. W roku 1956 Fo oraz Rame razem pracowali nad filmem Carlo Lizzaniego pod tytułem Lo svitato.
W roku 1959 Fo i Rame powrócili do Mediolanu, aby założyć trupę teatralną Compagnia Dario Fo-Franca Rame. Fo był autorem scenariuszy, występował, reżyserował oraz projektował kostiumy i scenografię, a Rame zajęła się administracją. Grupa często współpracowała z Piccolo Teatro, ale potem rozpoczęła serię występów w całych Włoszech. W roku 1960 wystawili sztukę Archangels Don’t Play Pinball w mieszczącym się w Mediolanie Teatrze Odeon. W roku 1961 kilka sztuk Fo wystawiono w Szwecji oraz w Polsce.

### Wyrok śmierci od mafii
W roku 1962 Fo napisał oraz wyreżyserował program Canzonissima dla RAI. Jednym z epizodów przedstawienia było morderstwo popełnione przez mafię na dziennikarzu. Bossowie największych rodzin mafijnych poczuli się tym urażeni i mafia wydała na Fo wyrok śmierci, jednak policja zapewniła mu ochronę. Stacja RAI też nie była do końca zadowolona z programu i zażądała kilku zmian. Fo się na to nie zgodził, co spowodowało zaprzestanie współpracy z RAI na następne 15 lat. Jednak Fo razem z żoną ciągle wystawiali swoje sztuki w Teatrze Odeon.

### Problemy z wizą amerykańską
Kolejna słynna sztuka pod tytułem La Signorina da buttare w roku 1967 otarła się o temat wojny wietnamskiej i zabójstwo prezydenta Kennedy’ego. Rząd amerykański uznał, że przedstawienie było obrazą dla prezydenta Johnsona. W efekcie przez wiele lat Fo odmawiano wizy amerykańskiej.

### Światowa sława
Fo zyskał światową sławę dzięki wystawieniu Gli arcangeli non gioccano a flipper w Zagrzebiu na terenie ówczesnej Jugosławii (dziś Chorwacja).
W roku 1968 Fo oraz Ramo założyli grupę Associazione Nuova Scena, która wystawiała sztuki w całych Włoszech. W Mediolanie zamienili opuszczoną fabrykę w teatr, który nazwali Il Capannone di Via Colletta. Niektóre sztuki krytykowały politykę Włoskiej Partii Komunistycznej, co doprowadziło Fo do rezygnacji z członkostwa w tej organizacji.
W roku 1968 agresja Układu Warszawskiego na Czechosłowację bardzo wzburzyła Fo, który z tego powodu zabronił wystawiać swoje sztuki w krajach za żelazną kurtyną.

### Komiczne misterium
Najbardziej znanym przedstawieniem Fo stało się Mistero Buffo (Komiczne Misterium). Sztuka opierała się na monologach łączących średniowieczne historie z tematami politycznymi. Przedstawienie wystawiono 5000 razy. Kilka razy widzów zebrało się tak wielu, że występy organizowano na stadionach sportowych.

### Sprawa Palestyny
Konflikt doprowadził do rozłamu w Associazione Nuova Scena i Fo oraz Rame założyli w roku 1970 kolejną trupę teatralną Colletivo Teatrale La Comune. Ich występy opierały się na improwizacjach dotyczących polityki. Jedną ze sztuk była Przypadkowa Śmierć Anarchisty, którą wystawiono po ataku terrorystycznym na Narodowy Bank Rolny w Mediolanie. Sztuka Fedain wystawiona w roku 1971 odnosiła się do konfliktu izraelsko-palestyńskiego. W przedstawieniu występowali prawdziwi członkowie Organizacji Wyzwolenia Palestyny. W latach 1981–1985 trupa teatralna przekazywała część swoich dochodów na rzecz włoskich związków zawodowych.

### Porwanie Franki Rame
W roku 1973 trupa teatralna przeniosła się do kina Rossini w Mediolanie. 8 marca 1973 roku grupa neofaszystów porwała Frankę Rame. Rame była torturowana i wielokrotnie gwałcona, ale udało jej się przeżyć. Wróciła na scenę po dwóch miesiącach.

### Sprawa Chile i problemy z policją
W tym samym roku grupa artystyczna Fo zajęła opuszczony rynek w centrum Mediolanu. Nazwali swój nowy teatr Palazzina Liberty. We wrześniu 1973 wystawili sztukę Guerra di popolo in Cile o buncie przeciwko chilijskiej juncie wojskowej. Inspiracją było zamordowanie Salvadora Allende. Fo został aresztowany podczas starcia z policją, która próbowała ukrócić nielegalne przedstawienia.

### Pierwsze zgłoszenie do Nagrody Nobla
W roku 1974 Fo napisał sztukę Nie mamy pieniędzy, więc nie zapłacimy, farsę o parze młodych ludzi niepłacących za nic w wielkich marketach. Rok później Fo zaangażował się w referendum na temat aborcji, tworząc sztukę Fanfani rapito, a potem odwiedził Chiny. Na końcu roku pierwszy raz znalazł się wśród kandydatów do Nagrody Nobla.

### Era telewizji
W roku 1975 w RAI zmieniło się kierownictwo i Fo zaproszono do nowego programu Il teatro di Dario. Druga wersja Mistero Buffo została zaprezentowana w telewizji w roku 1977. Kościół katolicki uznał tę sztukę za obrażającą uczucia religijne. Franca Rame otrzymała nagrodę IDI dla najlepszej telewizyjnej aktorki.
W roku 1978 powstała trzecia wersja Mistero Buffo oraz La Storia di an soldato (Historia żołnierza) oparta na operze Igora Strawinskiego. Fo zrobił adaptacje kilku oper Gioacchino Rossiniego.
W roku 1980 Fo z rodziną przeniósł się do Libera Universit di Alcatraz na wzgórzach koło Gubbio i Perugii.

### Światowe uznanie

#### Amerykańskie tournée
W roku 1981 Fo został zaproszony do USA przez istniejący w Cambridge America Repertory Theater. Początkowo władze amerykańskie nie chciały wydać Fo wizy, ale po protestach wielu znanych pisarzy Fo został wpuszczony do USA na 6 dni w roku 1984 i drugi raz w 1985. Sztuki Fo wystawiono na Uniwersytecie Harvarda, Repertory Theater, New Haven University Repertory Theatre, Centrum Kennedy’ego w Waszyngtonie, Theater of Nations w Baltimore i Joyce Theater w Nowym Jorku.

#### 1989
W roku 1989 Fo napisał Lettera dalla Cina w proteście przeciwko masakrze na Placu Niebiańskiego Spokoju. W tym samym roku Fo jako pierwszy Włoch został zaproszony do Comédie Française.

### Udar mózgu
Na skutek udaru mózgu Fo stracił wzrok 17 czerwca 1995 roku. Odzyskał wzrok po rocznej rekonwalescencji.

## Tematyka prac
Większość prac Dario Fo poruszało tematy polityczne i społeczne. Fo krytykował Kościół – a szczególnie zakaz aborcji – a także morderstwa polityczne, mafię, korupcję, konflikt żydowsko-arabski. W sztukach często posługiwał się wywodzącą się z commedia dell’arte sztuką improwizacji. Mistero buffo przetłumaczono na ponad 30 języków. Okazało się, że na całym świecie problemy polityczne są bardzo podobne. Należał też do przeciwników Silvia Berlusconiego, którego krytyce poświęcił jedno ze swoich nowszych przedstawień, Anomalo Bicefalo (Zdumiewający dwumózgowiec) o tym, jak wskutek zamachu bombowego ranni zostają Berlusconi i Władimir Putin; błąd lekarski powoduje, że w głowie Berlusconiego zaszyty zostaje kawałek mózgu Putina.

## Wybrane prace

### Przedstawienia/sztuki teatralne
Tytuły polskie:
- Gli arcangeli non gioccano a flipper (Archaniołowie nie grają we flippera, 1959)
- On miał dwa pistolety i czarno-białe oczy (1960)
- Kto ukradnie stopę będzie szczęśliwy w miłości (1961)
- Mistero Buffo (Komiczne misterium, 1969)
- Robol zna 300 słów, a jego szef 1000 i dlatego on jest szefem (1969)
- Przypadkowa śmierć anarchisty (1970)
- Fedain (1971)
- Nie mamy pieniędzy, więc nie zapłacimy (1974)
- Cały ten dom łóżko i kościół (1977)
- Historia tygrysa (1978)
- Trąbki i truskawki (1981)
- Coppia Aperta (Związek otwarty, 1983)
- Elżbieta: Prawie kobieta losu (1984)
- Jeden jest nagi, a drugi założył krawat (1985)
- Oglądając Dianę (1986)
- Papież i czarownica (1989)
- Kobieta samotna i inne sztuki (1991)
- Pierwszy cud małego Jezuska
- Orgasmo Adulto ucieka z Zoo
- Trzy Zbiry
- Zdumiewający dwumózgowiec (Anomalo Bicefalo)

### Książki
- Manuale Minimo dell’Attore (Sztuczki sprzedawcy, 1987)

## Nagrody i wyróżnienia
- 1981 – Nagroda Sonninga (Uniwersytet w Kopenhadze)
- 1985 – Premio Eduardo
- 1986 – Obie Award (Nowy Jork)
- 1987 – Agro Dolce Prize
- 9 października 1997 – Nagroda Nobla w dziedzinie literatury
- 1997 – Złoty Medal dla Zasłużonych dla Kultury i Sztuki (Włochy)
- 2002 Wielki Oficer Orderu Zasług Naukowych i Kulturalnych Gabrieli Mistral (Chile)